# Фридрих III (Вид)
Вижте пояснителната страница за други личности с името Фридрих III.
Фридрих III фон Вид (на немски: Friedrich III von Wied; * 16 ноември 1618 в Зеебург, Нойенхоф; † 3 май 1698 в Нойвид) е граф на „горното графство“ Вид (1631 – 1698) и основател на град Нойвид.
Той е най-възрастният син на граф Херман II фон Вид (1581 – 1631) и съпругата му графиня Юлиана Доротея фон Золмс-Хоензолмс (1592 – 1649), дъщеря на граф Херман Адолф фон Золмс-Хоензолмс (1545 – 1613) и Анна София фон Мансфелд-Хинтерорт (1562 – 1601).
Брат е на Мориц Христиан (1620 – 1653), граф на Вид, и Йохан Ернст (1623 – 1664), граф на Вид и Рункел.

## Фамилия
Фридрих III фон Вид се жени четири пъти.
Фридрих III фон Вид се жени на 1 (20) март 1639 г. за графиня Мария Юлиана фон Лайнинген-Вестербург (* 29 август 1616; † 16 юли 1657), вдовица на граф Филип Лудвиг фон Лайнинген-Вестербург (1617 – 1637), дъщеря на граф Райнхард III фон Лайнинген-Вестербург (1574 – 1655) и Анна фон Золмс-Лих (1575 – 1634). Те имат децата:
- Георг Херман Райнхард (1640 – 1690), граф на Вид, женен I. 1670 г. за Анна Тражектина ван Бредероде († 1672), II. 1676 г. за графиня Йохана Елизабет фон Лайнинген-Вестербург (1659 – 1708)
- Фердинанд Франц (1641 – 1670), каноник в Кьолн и Страсбург
- Фридрих Мелхиор (1642 – 1672)
- Йохан Ернст (1643 – 1664), убит в Ст. Готхард
- Франц Вилхелм (1644 – 1664)
- Карл Христоф (1646 – 1650)
- Юлиана Ернестина Йохана (* 1647), омъжена за Фердинанд фон Инхаузен-Книпхаузен († 1699)
- Мария Елеонора (1649 – 1650)
- Сибила Христина Августа (1650 – 1710), омъжена 1694 г. за граф Ханибал Йозеф фон Хайстер († 1719)
- София Елизабет (1651 – 1673), омъжена на 13 ноември 1669 г. за граф Георг Вилхелм фон Сайн-Витгенщайн-Берлебург (1636 – 1684)
- Карола Шарлота (1653 – 1653)
- Карл Лудвиг (1654 – 1673)
- Ернестина (1654 – 1723), омъжена сл. 1672 г. за фрайхер Албрехт Йобст фон Еберсвайн
- Франциска Ердмана (1655 – 1655)
- Сибила Елизабет (1657 – 1680)

Фридрих III фон Вид се жени втори път на 20 октомври 1663 г. в Грайфенщайн за графиня Филипина Сабина фон Хоенлое-Валденбург-Шилингсфюрст (* 26 февруари 1620; † 24 ноември 1681), дъщеря на граф Георг Фридрих II фон Хоенлое-Шилингсфюрст (1595 – 1635) и съпругата му графиня Доротея София фон Золмс-Хоензолмс (1595 – 1660). Бракът е бездетен.
Фридрих III фон Вид се жени трети път на 12 септември 1683 г. за графиня Мария Сабина фон Золмс-Хоензолмс (* 29 юли 1638; † 19 януари 1685), дъщеря на граф Филип Райнхард II Золмс-Хоензолмс (1615 – 1665). Те имат един син:
- Фридрих Вилхелм (1684 – 1737), граф на Вид-Нойвид, женен на 24 август 1704 г. за Луиза Шарлота, бургграфиня и графиня фон Дона-Шлобитен (1688 – 1736)

Фридрих III фон Вид се жени четвърти път на 5 юни 1686 г. за графиня Лудовика (Луиза) фон Бентхайм-Текленбург (* 28 април 1647; † 2 ноември 1705), дъщеря на граф Мориц фон Бентхайм-Текленбург (1615 – 1674) и принцеса Йохана Доротея фон Анхалт-Десау (1612 – 1695). Бракът е бездетен.